# Entoto
Entoto (amharsky እንጦጦ) je hora v Etiopii. Dosahuje výšky 3200 m n. m. a nachází se na dohled hlavního města země Addis Abeby. Na jejím vrcholu se nachází astronomická observatoř, množství starobylých chrámů, z nichž nejvýznamnější je zasvěcen Panně Marii, a rezidence císaře Menelika II. Svahy hory jsou porostlé blahovičníkovými lesy, které jsou zdrojem stavebního a palivového dříví pro etiopskou metropoli. Část hory obrácená k jihovýchodu byla vyhlášena přírodním parkem o rozloze 2300 hektarů, kde žije hyena skvrnitá, kočkodan červenozelený, datel jalovcový nebo orlosup bradatý.